# Jupiter, Florida
För andra betydelser, se Jupiter (olika betydelser).
Jupiter är en stad i den amerikanska delstaten Florida, belägen i Palm Beach County. Folkmängd 55 156 (2010).  Den har enligt United States Census Bureau en area på 54,7 km².
Bland kända personer som har/haft hus i Jupiter finns Tiger Woods, Celine Dion, Elin Nordegren, Jesper Parnevik och Richard S. Johnson.